# 3-ブロモチオフェン
3-ブロモチオフェン(3-Bromothiophene)は、化学式C4H3BrSの有機硫黄化合物で、無色の液体である。抗生物質チメンチンや血管拡張薬セチエジルの前駆体となる。

## 合成
2-ブロモチオフェンとは異なり、3-ブロモ異性体はチオフェンから直接合成することはできず、チオフェンを臭素化した2,3,5-トリブロモチオフェンを脱臭素化することにより合成できる。